# Wladimir Nikolajewitsch Tschelomei

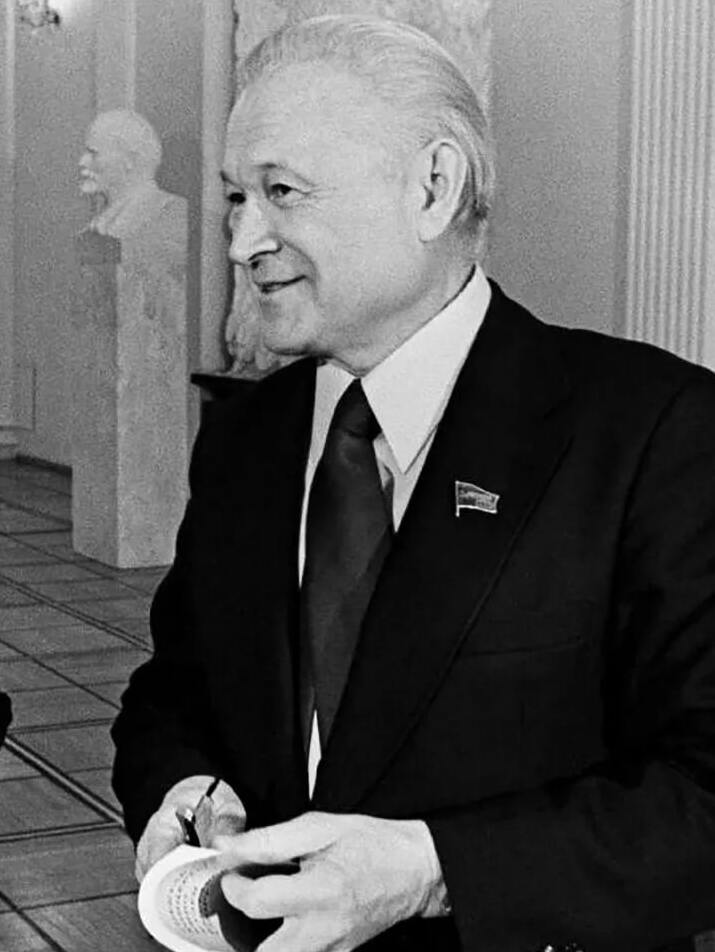
1967

Wladimir Nikolajewitsch Tschelomei (russisch Владимир Николаевич Челомей, * 17. Junijul. / 30. Juni 1914greg. in Siedlce, Russisches Kaiserreich, heute Polen; † 8. Dezember 1984 in Moskau) war ein sowjetischer Konstrukteur von Lenkwaffen und Raketen.

## Leben

### Ausbildung und erste Konstruktionen
Wladimir Tschelomei wurde in der kleinen masowischen Stadt Siedlce in eine Lehrerfamilie geboren. Als er drei Monate alt war, zog die Familie wegen des Ersten Weltkriegs nach Poltawa, als er zwölf Jahre alt war, nach Kiew.
1932 wurde er für das Polytechnische Institut Kiew zugelassen, wo er herausragende Leistungen zeigte. Schon 1936 veröffentlichte er sein erstes Buch über Vektoranalysis. 1937 schloss er das Studium mit Auszeichnung ab und wechselte an die Akademie der Wissenschaften der Ukrainischen SSR, wo er 1939 den Titel Kandidat der Wissenschaften erhielt und anschließend als Wissenschaftler im Institut für angewandte Mathematik in der Akademie arbeitete.
1941 wechselte Tschelomei an das Zentralinstitut für Flugmotoren „P. I. Baranow“ (ZIAM) in Moskau, wo er als Wissenschaftler und als Dozent für Mechanik und Luftfahrtantriebstheorie arbeitete. Ein Stipendium ermöglichte ihm die Dissertation und 1942 wurde Tschelomei Leiter der Abteilung für Strahltriebwerke.
Zusammen mit einigen Mitarbeitern konstruierte Tschelomei das erste sowjetische Pulsstrahltriebwerk, das allerdings mit der Leistung und der Lärmentwicklung hinter den Erwartungen zurückblieb.

### Erste Marschflugkörper
Am 14. Juni 1944 wurde Tschelomei zum Verantwortlichen der Flugzeugindustrie, Georgi Malenkow, in den Kreml gerufen. Man zeigte ihm eine erbeutete deutsche Fieseler Fi 103 (V1), die den Sowjets von den Briten übergeben worden war. Malenkow wollte wissen, ob dieser Flugkörper nachgebaut werden könne. Nachdem Tschelomei dies zusagte, wurde ihm die Leitung einer neuen Abteilung mit 100 Mitarbeitern am Zentralinstitut für Flugmotoren übertragen. Im Herbst 1944 wurde Tschelomei zum Chefkonstrukteur des Konstruktionsbüro (OKB) 51 mit angeschlossenem Werk ernannt, das davor vom kurz zuvor verstorbenen Konstrukteur Nikolai Polikarpow geleitet worden war. Im Dezember 1944 hatte Tschelomei die deutsche V1 nachgebaut und arbeitete an einer Weiterentwicklung, die die Bezeichnung 10ch (russisch 10X) erhielt. Sie sollte von Bombern des Typs Pe-2, Tu-2 und Tu-4 getragen und mehrere hundert Kilometer vor dem Ziel ausgeklinkt werden. Die Erprobung begann im Dezember 1944. Anfang 1945 war die Waffe einsatzbereit. 1947 wurde die 10X auf dem Flugtag in Tuschino vorgeführt.
Der Volkskommissar für die Flugzeugindustrie Alexei Schachurin behauptete in seinen Erinnerungen, dass die gefechtsbereiten Staffeln nicht eingesetzt wurden, um den deutschen V-Waffen-Einsatz gegen die britische Zivilbevölkerung nicht mit Gleichem zu vergelten.
In den ersten Jahren der Nachkriegszeit wurde Tschelomei Opfer verschiedener politischer Intrigen. Minister Anastas Mikojan setzte sich dafür ein, die Konstruktion von sowjetischen Marschflugkörpern dem Konstruktionsbüro OKB-155 Mikojan-Gurewitsch (MiG) zu übertragen, das von seinem Bruder Artjom Mikojan geleitet wurde. Auch Geheimdienstchef Lawrenti Beria hatte persönliche Interessen an dieser Entscheidung, weil sein Sohn Sergei dort beschäftigt war.
Dies führte dazu, dass im Februar 1953 Tschelomeis Bereich in Mikojans OKB-155 eingegliedert wurde. Tschelomei verlor seinen Posten als Chefkonstrukteur und wurde Professor an der Staatlichen Technischen Universität Moskau „N. E. Bauman“.

### Leitung des eigenen Konstruktionsbüros
Nach Stalins Tod im März 1953 wurde Georgi Malenkow zunächst der mächtigste Mann der UdSSR. Er erinnerte sich an den jungen Konstrukteur und förderte ihn. Am 8. Juni 1954 wurde Tschelomei Leiter der Spezialabteilung 10 (SKG-10) der Fabrik 500 in Tuschino bei Moskau. Diese Gruppe von 80 Personen arbeitete an der Entwicklung von U-Boot-gestützten Lenkwaffen.
Im Sommer 1955 wurde Tschelomei Chefkonstrukteur des neu gegründeten Konstruktionsbüros OKB-52 mit Sitz in Reutow bei Moskau.
Im März 1966 wurden einige Konstruktionsbüros dem neu gegründeten Maschinenbau-Ministerium von Sergei Afanassjew unterstellt. Bei dieser Umstrukturierung wurde das OKB-52 in Zentrales Konstruktionsbüro für Maschinenbau (ZKBM) umbenannt.
Eine weitere Namensänderung für den Betrieb erfolgte 1983, als aus ZKBM „NPO Maschinostrojenija“ mit der Kurzform „NPO Masch“ wurde.
In den 28 Jahren, in denen Tschelomei an der Spitze des Unternehmens stand, war es ihm gelungen, sein Konstruktionsbüro unter die führenden der sowjetischen Rüstungs- und Raumfahrtindustrie zu bringen und dort zu halten.
Er stand in ständiger Konkurrenz zum Konstruktionsbüro OKB-1 (später ZKBEM und RKK Energija) unter der Leitung von Sergei Koroljow (später Wassili Mischin und Walentin Gluschko), das wesentlich größer und besser finanziert war.
Die sowjetische Führung vergab Projekte nicht immer nach technischen oder wirtschaftlichen Gesichtspunkten, sodass persönliche Beziehungen und Intrigen eine große Rolle spielten. Der Aufstieg des OKB-52 war sicher der Förderung durch Malenkow und Staatschef Nikita Chruschtschow zu verdanken. Dessen Sohn Sergei arbeitete seit 1958 bei Tschelomei. Nach Chruschtschows Sturz 1964 war die neue Führung aber auch ablehnend gegenüber allem eingestellt, was Chruschtschow unterstützt hatte. Ein gespanntes Verhältnis bestand zwischen Tschelomei und Verteidigungsminister Dmitri Ustinow, der für die Entwicklung der militärischen Raumfahrt zuständig war.

### Ruhestand und Tod

Grabmal Tschelomeis

Tschelomei ging im Oktober 1983 in den Ruhestand. Im Dezember 1984 wurde er von seinem eigenen Auto erfasst, als er das Garagentor schloss. Er wurde mit einem gebrochenen Bein in ein Moskauer Krankenhaus eingeliefert, wo er am 8. Dezember 1984 an einer Thrombose starb. Tschelomeis Grab ist auf dem Moskauer Nowodewitschi-Friedhof.

## Entwicklungen
Unter der Leitung von Wladimir Tschelomei wurden vielerlei Projekte entwickelt:
Marschflugkörper: Die  P-5 Pitjorka war die erste Lenkwaffe, die Tschelomei bei der sowjetischen Marine einführen konnte. Weitere erfolgreiche Typen waren P-70 Ametist und P-500 Basalt.
Wiederverwendbare Raumgleiter: 
Tschelomei entwarf Ende der 1950er-Jahre einen Raumflugkörper, der senkrecht starten und waagerecht landen und gleichermaßen für Passagier- und Frachttransport wie für militärische Zwecke einsetzbar sein sollte. Aufgrund einer Vorgabe der Regierung und im Auftrag der sowjetischen Luftstreitkräfte führte er dieses Konzept namens Raketoplan vornehmlich mit dem Ziel eines weltraumgestützten Bombers fort. Letztlich wurde es jedoch in keiner der angedachten Varianten verwirklicht. Neben der Raketoplan gab es den Plan zum Kosmoplan, einem Raumschiff das primär Missionen zum Mond, Mars und Venus absolvieren sollte, in einer "frühen Version" jedoch auch militärische Aufklärungseinsätze im tiefen Orbit. Nach Wiedereintritt in die Erdatmosphäre im Innern eines später abzuwerfenden schützenden Konus (in der ursprünglichen Version) sollte es mit Unterstützung von Turbojetriebwerken wie ein konventionelles Flugzeug landen. Dieses erste Konzept wurde am 13. Mai 1961 aufgegeben. Es folgten neue Studien, genannt R-1 und R-2. Während der Entwicklung der Projekte flogen zwei Testgeräte zum Test von Hitzeschild-Materialien und Bremsklappen, erstens im Jahr 1961 der 1750 kg schwere "Bremssystem-Demonstrator" MP-1, sowie als Zweites im Jahr 1963 das M-12. MP-1 war dank Pressluft im Suborbit manövrierbar und beim Wiedereintritt durch Klappen. Die Tests lieferten auch Daten für Sprengköpfe von Interkontinentalraketen, speziell die Form des beim Wiedereintritt verlorenen M-12 entsprach einem verkleinerten AB-200-Sprengkopf. 1964 kam das Ende für die Raketoplan-Projekte, einerseits aufgrund des Wegfalls der Unterstützung von Chrustschow, andererseits, weil das Büro stark ausgelastet war durch das Mond-Umflugs-Projekt LK-1 sowie durch den Fakt, dass ein Teil der Aufgaben, für die die Konzepte vorgesehen waren, bereits durch Satelliten übernommen worden war.
1975 präsentierte Tschelomei die Raumfähre LKS (russisch Лёгкий Космический Самолёт, dt. „Leichtes Kosmos-Flugzeug“), seine Idee von einer kleineren und günstigeren Antwort der Sowjetunion auf das US Space Shuttle. Jedoch wurde diese kleine Raumfähre zugunsten der größeren Buran verworfen. Vom LKS wurde ein Mock-Up in Originalgröße hergestellt.
Raketen:  Die leichte Interkontinentalrakete UR-100 wurde in großen Stückzahlen in der Sowjetunion stationiert. Aus der größeren UR-500 ging die Proton-Rakete hervor. Für einen bemannten Mondflug wurde die UR-700, für einen Marsflug die nuklear betriebene UR-900 entworfen, doch beide wurden nicht gefertigt.
Satelliten:  Das OKB-52 entwickelte Poljot, den ersten Satelliten, der in der Umlaufbahn manövrieren konnte, den Forschungssatellit Proton, der hochenergetische kosmische Partikel in der Erdumlaufbahn untersuchte, und einige andere Satelliten.
Raumschiffe:  Das Raumschiff LK1 wurde für eine bemannte Mondumrundung entworfen. Es sollte mit einer speziellen Version der Trägerrakete Proton gestartet werden. Mit Wirkung vom 25. Dezember 1965 wurde das ursprüngliche Umrundungsprojekt UR-500/LK-1 Tschelomeis in das Projekt UR-500/L1 überführt und ging damit in wesentlichen Teilen an das OKB-1 von Sergei Koroljow über. Beim Raumschiff handelte es sich jetzt um eine spezielle Version (7K-L1) des Sojus-Raumschiffes. Aus dem Entwurf des LK1 leitete Tschelomei das TKS-Raumschiff ab. Es sollte für die Versorgung der Almaz-Raumstationen sorgen und wurde unbemannt als Frachter für die Raumstationen Saljut 6, Saljut 7 und Mir eingesetzt.
Raumstationen:  Drei Exemplare der militärischen Raumstation Almaz wurden ins All gebracht. Weitere Exemplare wurden zu unbemannten Aufklärungssatelliten umgerüstet, doch Tschelomei erlebte ihren Start nicht mehr.

## Ehrungen

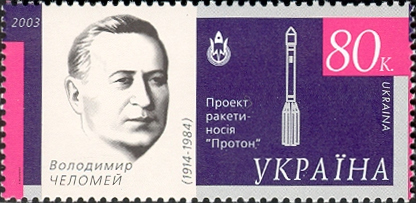
Ukrainische Briefmarke zu Ehren Tschelomeis (2003)

Tschelomei erhielt vielerlei Ehrungen und Auszeichnungen:
- Zwei Mal Held der sozialistischen Arbeit (1959, 1963)
- Drei Mal den Staatspreis der Sowjetunion (1967, 1974, 1982)
- Leninpreis (1959)
- fünffacher Träger des Leninorden (1945, 1959, 1964, 1974, 1984)
- Orden der Oktoberrevolution (1971)
- Tschukowski-Medaille
- Ljapunow-Goldmedaille (1977)

Ab 1958 war Tschelomei korrespondierendes Mitglied der sowjetischen Akademie der Wissenschaften, ab 1962 Vollmitglied. 1974 wurde er Mitglied der International Academy of Astronautics.
In Moskau und Reutow wurden Straßen und Plätze nach ihm benannt, außerdem trägt der 1976 entdeckte Kleinplanet 8608 Chelomey seinen Namen.

## Privates
Tschelomei war verheiratet. Sein Sohn Sergei arbeitete ebenfalls in seinem Betrieb. Er bewarb sich Ende der 1970er als Kosmonautenanwärter, bestand die medizinischen Prüfungen, wurde aber nie zur Kosmonautenausbildung nominiert.